# Apohya campbelli
Apohya campbelli är en spindeldjursart som beskrevs av William B. Muchmore 1973. Apohya campbelli ingår i släktet Apohya och familjen Bochicidae. Inga underarter finns listade i Catalogue of Life.